# Bitva u Moháče
Bitva u Moháče (maďarsky Mohácsi csata, německy Schlacht bei Mohács, turecky Mohaç Muharebesi) byla jednou z nejvýznamnějších bitev v dějinách střední Evropy, v některých pojetích považovaná za mezník symbolizující zde konec středověku a počátek novověku. Odehrála se 29. srpna 1526 na planině vzdálené přibližně 6 km jižně od dolnouherského města Moháč, nedaleko dnešní srbsko-chorvatsko-maďarské hranice. Početně silnější vojsko osmanského sultána Süleymana I. zde během necelých dvou hodin drtivě porazilo oddíly shromážděné pod korouhví dvacetiletého českého, uherského a chorvatského krále Ludvíka Jagellonského, jenž při útěku z bojiště utonul v říčce Csele. Kvůli velmi riskantnímu plánu vrchního velitele uherských sil Pála Tomoryho, jenž se ve velké míře spoléhal na válečné štěstí, zahynulo na straně křesťanů zhruba dalších 15 000 vojáků a výsledek střetnutí předznamenal tureckou expanzi do Uher. Smrtí jagellonského panovníka se uvolnily trůny českého a uherského království, čehož ke svému prospěchu využili rakouští Habsburkové.

## Předehra

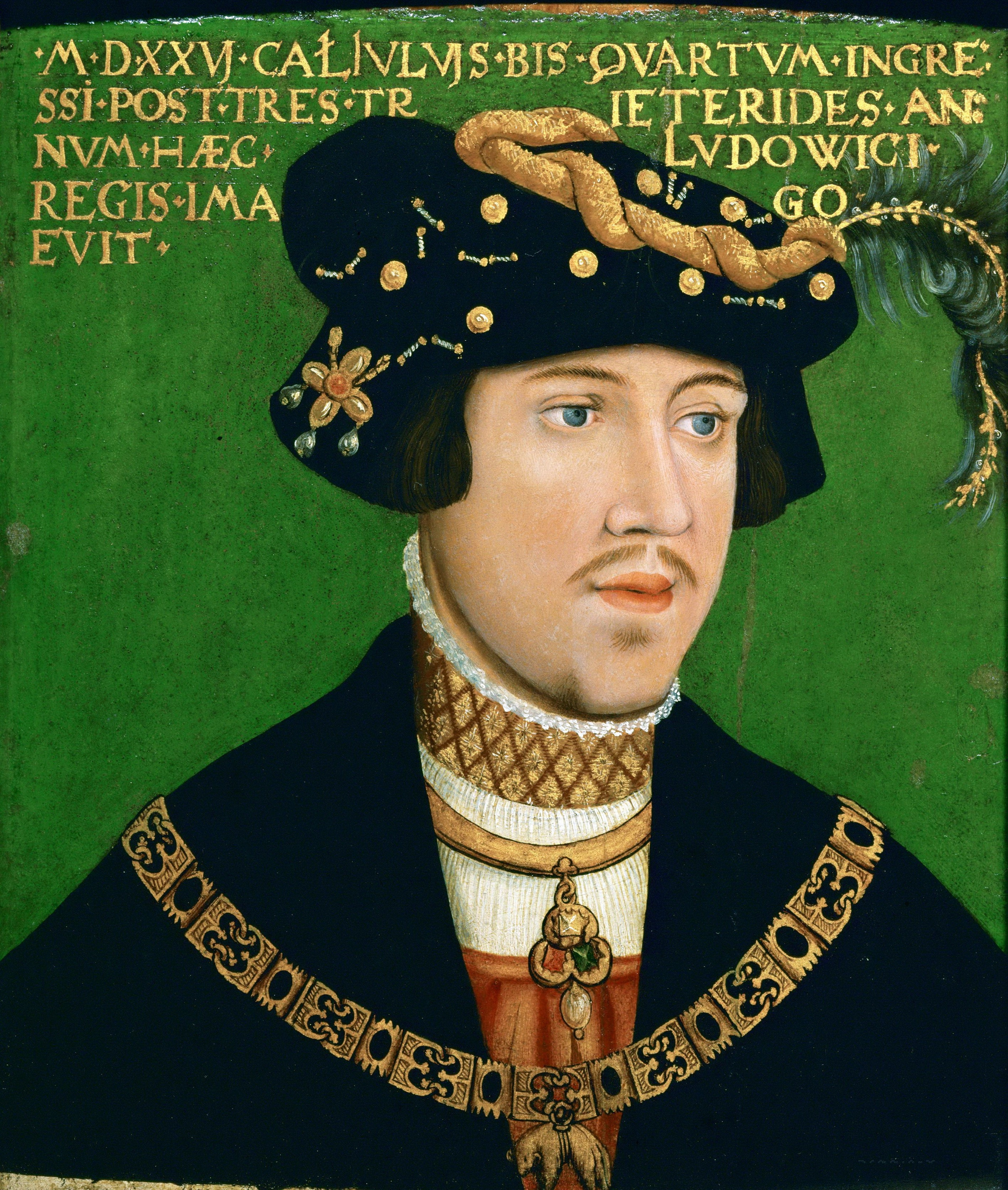
Hans Krell: král Ludvík Jagellonský

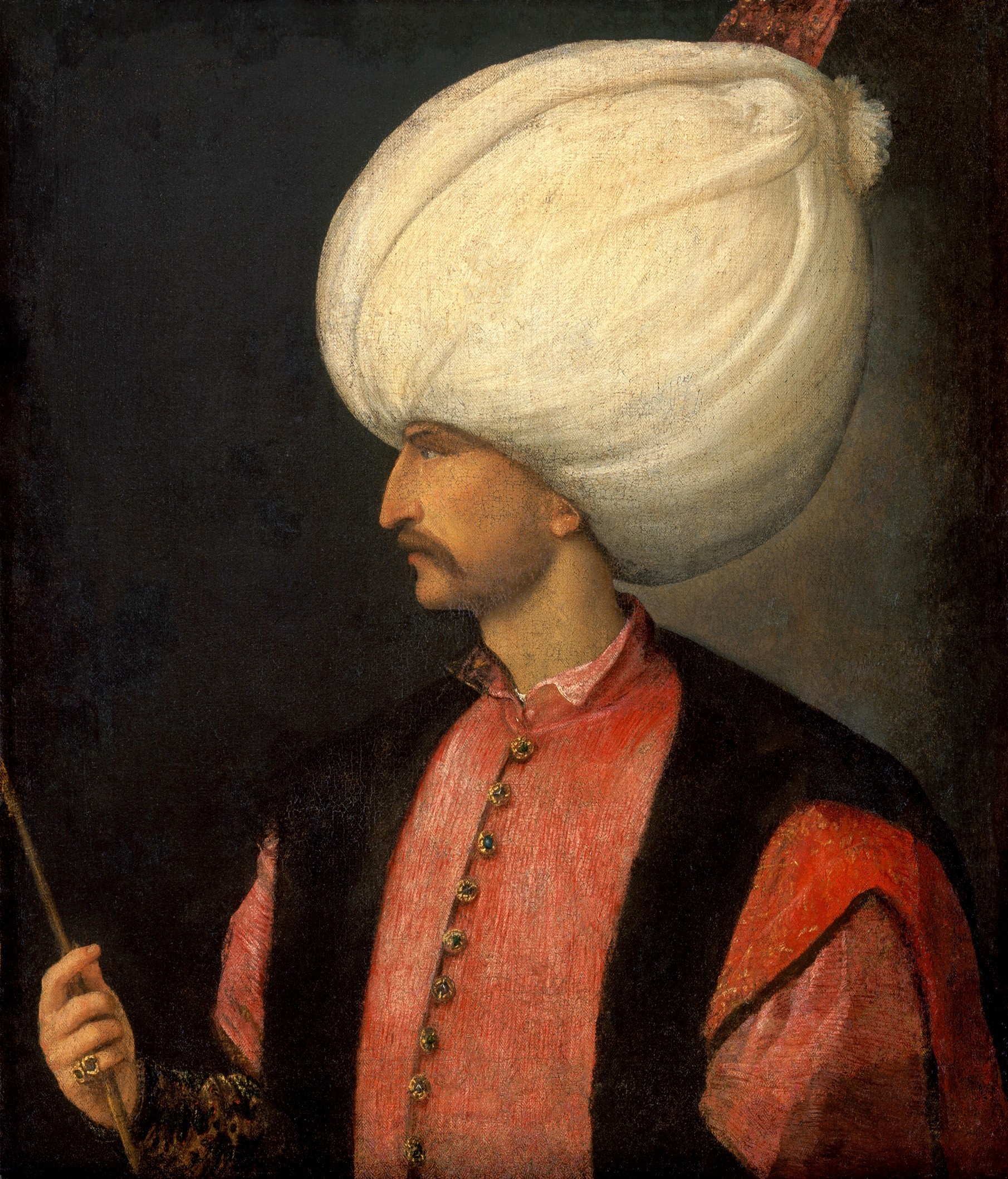
Tizian: sultán Süleyman I.

Počátky expanze Osmanů směrem přes Černé moře na Balkán se datují k polovině 14. století. Jako první pocítili důsledky této rozpínavosti Bulhaři a po bitvě na Kosově poli také Srbové. V dalších desetiletích se terčem osmanských nájezdů stalo pohraničí jižních Uher, jejichž panovníci zde proti stávajícímu ohrožení postupem času vybudovali nárazníkové pásmo, které se skládalo ze dvou souběžných pevnostních linií stojících v prostoru od Sedmihradska po Jaderské moře. První pás fortifikací reprezentovaly Srem, Bělehrad, Srebrenický banát, Šabac, Banja Luka, Jajce a Knin, druhá linie se opírala o pevnosti Temešvár, Dubica, Krupa, Bihač a Senj. Systém se osvědčil jako velmi odolná ochrana před vpády tureckých oddílů z příhraničních sandžaků, nicméně výdaje na udržování bojeschopnosti této protiturecké bariéry v průměru dosahovaly částky až 140 000 zlatých ročně, což byla zhruba polovina ročního příjmu uherské koruny. Vysoké náklady v kombinaci s ambicózní zahraniční politikou Matyáše Korvína nakonec přivedly zemi k vyčerpání. 
Po roce 1490, kdy na uherský trůn dosedl český panovník Vladislav II. Jagellonský, se proto panovnický dvůr v Budíně rozhodl finanční tíseň vyřešit tím, že náklady na udržování balkánských pevností razantně sníží. Jako první bylo rozpuštěno stálé polní vojsko, došlo k zeštíhlení početního stavu posádek a stále méně peněz bylo vynakládáno na opravu hradeb a udržování dělostřeleckého vybavení. I přes tuto nepříznivou situaci si král a jeho rada uvědomovali hrozbu z turecké strany a pokoušeli se zajistit alespoň nejnutnější výdaje. Zároveň účelově prodlužovali mírovou smlouvu s osmanskými sultány, jejichž zájmy byly počátkem 16. století obráceny k výbojům v Asii a severní Africe. Dohoda byla o tři roky prodloužena i v březnu 1519 již za panování Ludvíka Jagellonského, nicméně zůstávalo jen otázkou času, než muslimský soused změní priority ve své zahraniční politice.
K tomuto obratu došlo za panování sultána Süleymana I., který se po vzoru svých předků považoval za dědice odkazu Alexandra Velikého a cítil se zavázán k dobytí Uher, které pokládal za součást starověké Makedonie. Svou útočnou mezinárodní strategii začal naplňovat již v prvním roce panování, kdy nařídil oblehnout bosenskou pevnost Jajcu a zároveň vypravil do Budína posla Behrama, jenž přivážel nový návrh prodloužení mírové smlouvy. Ačkoli se uherským ozbrojencům podařilo fortifikaci ubránit, mocnáři v Budíně vyhodnotili sultánův postup jako nepřijatelný, uvrhli Behrama do vězení a začali hledat pomoc v cizině. Toto jednání ovšem osmanskému panovníkovi umožnilo casus belli prezentovat jako pomstu za urážky a křivdy, kterých se proti němu dopustila uherská královská vláda, jež pyšně odmítla návrh nové mírové smlouvy a vsadila do vězení jeho posla. Přesto se jednalo o cílenou propagandu, která byla určena nejen pro muslimskou veřejnost, ale i evropským protivníkům a pouze maskovala Süleymanovy dobyvatelské tendence.
K dalším útočným akcím za severní hranice dal osmanský sultán povel na jaře 1521. Využil tristního stavu balkánského obranného systému i chaotických poměrů v Jagellonské monarchii a v rámci bojových operací se mu podařilo dobýt pevnosti Šabac a Bělehrad. Posléze nechal většinu svých vojáků odtáhnout zpět na domovské území a všeobecně se očekávalo, že příští rok bude ofenzíva opět obnovena. K druhému tažení do Uher však došlo až o pět let později, neboť Süleymanovu pozornost si nejprve vyžádalo povstání v Sýrii (1521), posléze půlroční obléhání Rhodu (1522) a nakonec rebelie v Egyptě (1524–1525). Přípravy ke vpádu do Evropy byly zahájeny v prosinci 1525, z tábora v Drinopoli vytáhl osmanský sultán na začátku května následujícího roku. Vojsko postupovalo směrem k Plovdivu na Sofii, odkud se vojáci po několikadenním odpočinku vydali k Niši. 30. června dorazily prvosledové oddíly pod velením sultánova přítele velkovezíra Ibrahima Paši k Bělehradu a 12. července se již turecká armáda nacházela před Petrovaradínem, který byl bez boje obsazen 28. července.
Signály o reálném nebezpečí z muslimské strany přicházely do Uher již od podzimu 1525. Ludvík Jagellonský i jeho rada si dobře uvědomovali, že nejsou schopni lépe vyzbrojené a početnější turecké armádě vzdorovat, začali proto usilovat o uzavření míru. Současně také zahájili přípravy na válku, přičemž doufali ve výraznou podporu ze zahraničí. Zde se však s velkým ohlasem nesetkali, neboť Poláci uzavřeli s Osmany roční mír, rakouský arcivévoda Ferdinand dal přednost svým zájmům v Itálii a středomořská velmoc Benátky pokládala Turky naopak za obchodního a politického partnera. Výzvy k pomoci dosáhly výraznější podpory pouze ve Vatikánu, kde bylo pro boj s „pohany“ vyčleněno 25 000 dukátů, za něž se však podařilo najmout pouze 1300 moravských žoldnéřů. Na domácí frontě byla situace také kritická, neboť na shromaždišti vojska u Tolny ještě 2. července netábořil ani jediný ozbrojenec. První váhající šlechtici se ke králi začali připojovat teprve až po pádu Petrovaradína. Z Tolny, kde byli při velitelských poradách vrchními hejtmany vojska jmenovaní Pál Tomori (arcibiskup kaločský) a Jiří Zápolský, se uherské oddíly ve dnech 14.–19. srpna pomalým pochodem přesunuly podél Dunaje jižním směrem k městečku Moháč. V řadách zúčastněných kontingentů však citelně chybělo 15 000 vojáků sedmihradského vévody Jana Zápolského (Jiřího bratra) setrvávajících v ležení u řeky Tisy, vojáci shromáždění z prostředků zemí Koruny české, a početný odřad slavonského velmože Kryštofa Frankopana stojící u Záhřebu.

## Vojska

### Uherské království

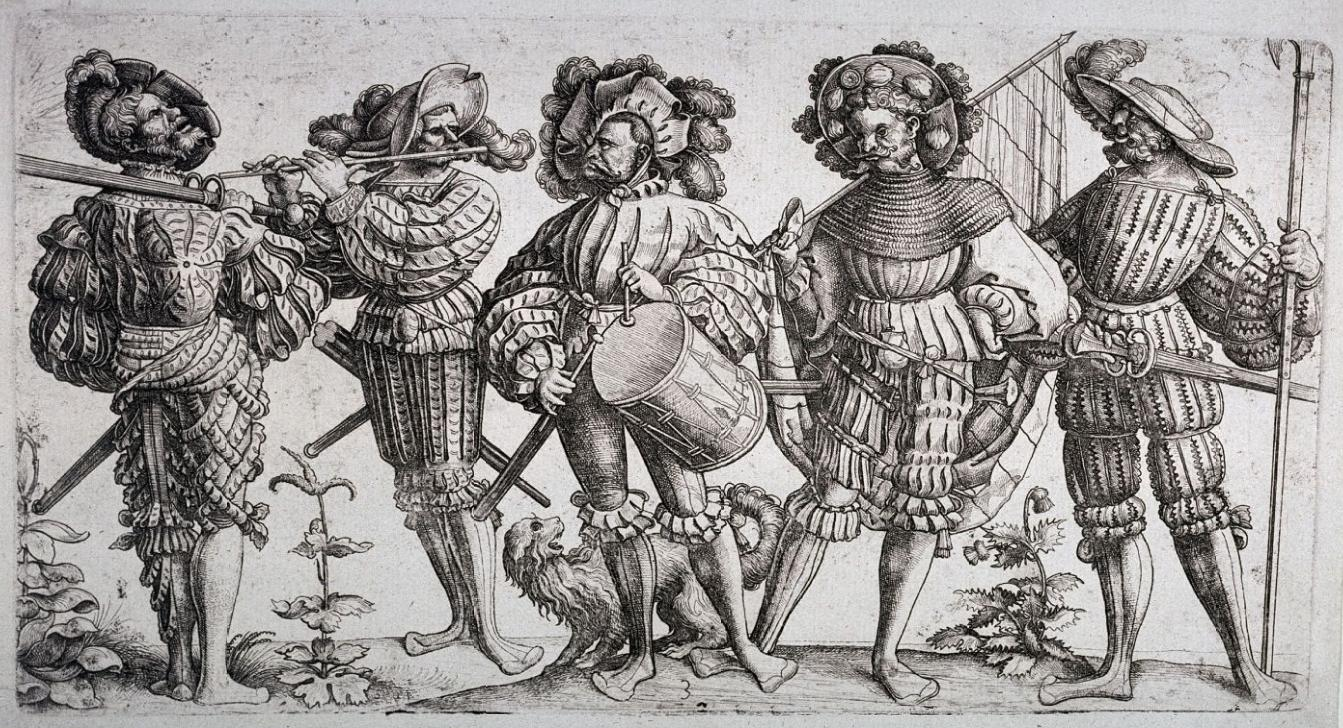
Daniel Hopfer: němečtí lancknechti na rytině z roku 1530

O početních stavech uherského vojska zanechali soudobí kronikáři poměrně shodné údaje. Kancléř Brodarić hovoří o 24 000 mužích, papežský legát Burgi o 25–30 000. Pokud nebude brána v potaz srpnová zpráva ze Záhřebu do Benátek hovořící až o 109 000 vojácích, přidržují se těchto odhadů i současní odborníci, kteří předpokládají, že Ludvík Jagellonský u Moháče velel maximálně 25 000 ozbrojencům. Z tohoto počtu asi 8000 bojovníků pocházelo ze zahraničí, zejména pak z Čech, Moravy a Slezska, bitvy se však účastnilo i 1500 polských jezdců v čele s Leonardem Gnojenským, papežská pěchota vedená Hannibalem z Cypru a žoldnéři ze Španělska, Itálie, Německa a Chorvatska. Zbytek vojska tvořily družiny jednotlivých uherských magnátů a další příslušníci šlechtické hotovosti. K nejkvalitnějším vojákům patřili především příslušníci těžké jízdy a žoldnéři, kteří měli jak vojenský výcvik, tak zkušenosti z předešlých bojů. Sám Ludvík Jagellonský opustil Budínský hrad s družinou, jejíž předvoj tvořilo asi 600 českých, moravských a slezských žoldnéřů na válečných vozech. Za nimi postupovalo 2500 příslušníků uherské a polské lehké jízdy, které následovalo 600 těžkooděných jezdců pod velením Ambrože Sarkányho a kancléře Brodariće. Za tímto oddílem se přesouvala panovníkova pěší garda a samotného krále obklopovalo padesát vybraných německých lancknechtů. Celkově lze předpokládat, že se uherské (potažmo křesťanské) vojsko skládalo z 10 000 pěšáků a 15 000 jezdců a podporovalo jej 85–90 děl. Kázeň tohoto uskupení nebyla valná a oddílům chyběla vzájemná souhra i secvičenost.

### Osmanská říše

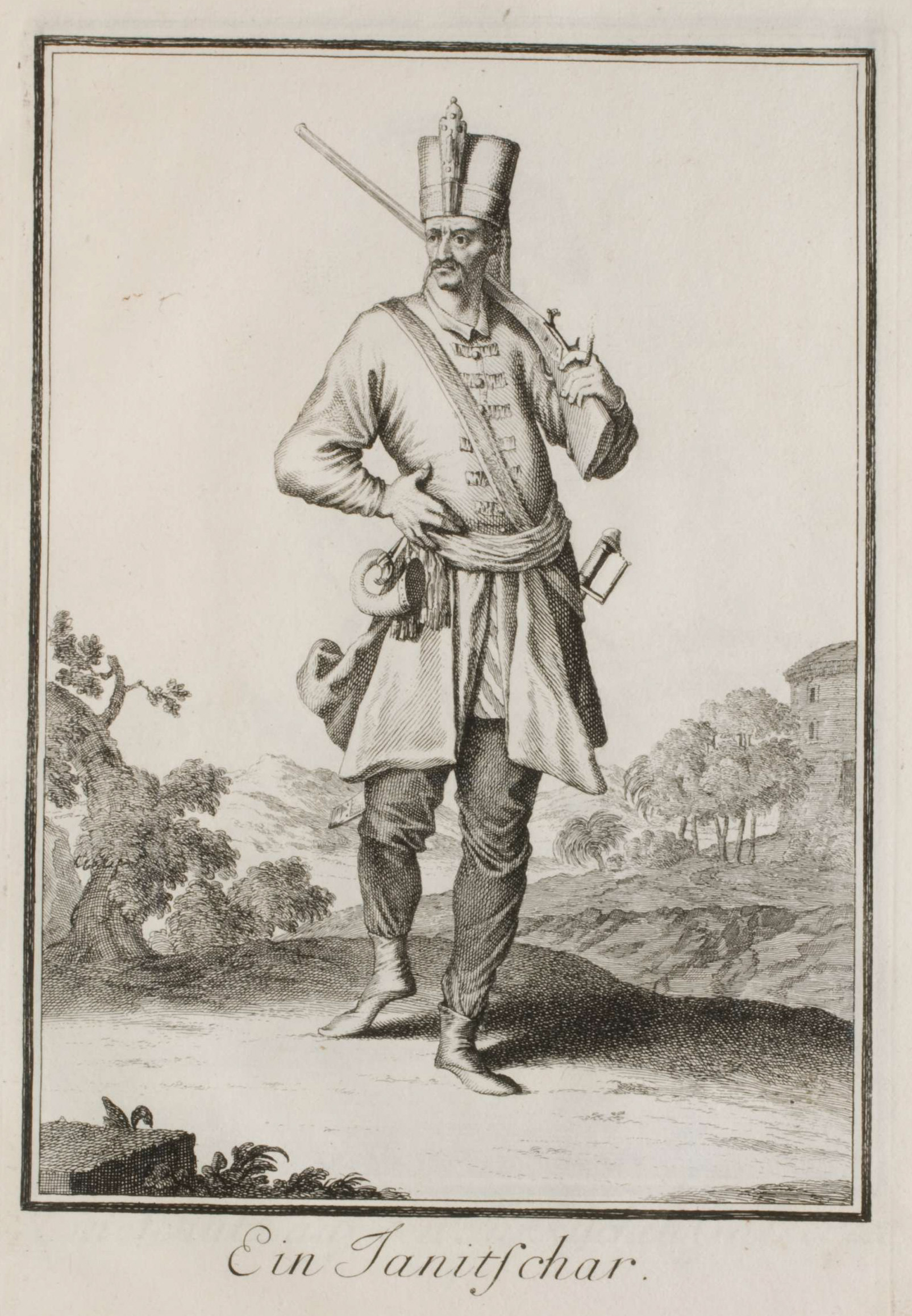
Johann Christoph Weigel: janičár

Podle reálných odhadů se uherského tažení účastnilo kolem 100 000 osmanských vojáků, nicméně 29. srpna jich měl sultán Süleyman k dispozici zhruba 55 000. Jádro těchto ozbrojených sil tvořili janičáři. Příslušníci tohoto uzavřeného elitního sboru pocházeli z Balkánských oblastí, odkud byli odváděni od svých křesťanských rodičů v rámci zvláštní daně (devširme) v ještě dětském věku. Výcvik mladíci prodělali ve speciálních islámských učilištích, kde jim byla tuhou kázní vštěpena fanatická oddanost sultánovi. V době moháčské kampaně v řadách janičárů sloužilo zhruba 10–12 000 mužů, výhradně pěšáků. Do boje se vyzbrojovali především mušketami s doutnákovým zámkem, šavlemi a jatagany. Nepoužívali žádnou zbroj, na hlavě nosili vysokou čepici z velbloudí srsti, jejíž špice nebyla sešita, ale materiál jim ve volném pruhu přepadával až na záda. Podle tureckých pramenů v této době Süleyman I. disponoval také asi 50 000 příslušníky svého osobního vojska, z nichž většinu tvořili dvorští sipáhiové, kteří svou službu vykonávali v posádkách osmanské metropole a byli placeni ze sultánových finančních zdrojů. Hlavu si tito vojáci chránili špičatými přilbami kónického tvaru, vyzbrojovali se reflexními luky, dlouhými kopími, šavlemi, palcáty a malými kruhovými štíty. Číslo, které by stanovilo, kolik z těchto vojáků se účastnilo samotné bitvy, není známo. Neznámý podíl muslimské armády tvořily také nepravidelné jednotky najaté v průběhu tažení na Balkáně, spojenečtí Tataři a oddíly vyslané z dalších evropských a asijských provincií Osmanské říše (azábové).
Svou úlohu v událostech u Moháče sehrálo také Süleymanovo dělostřelectvo. Základem jeho artilerie byly lehčí modely tzv. zarbuzanů, které svou konstrukcí vycházely ze středoevropských falkonetů a kulverinů. Nejmenší z těchto děl se daly rozložit na dva kusy a bylo možno je převážet na jednom oslu nebo velbloudovi. K přesunům větších kusů bylo zapotřebí koňských spřežení, jejich obsluhu zajišťovali až tři muži. Jako munice byly do hlavní nabíjeny olověné nebo kamenné projektily o váze mezi jedním až třemi kilogramy. Odhaduje se, že na straně osmanské armády bylo do střetnutí zapojeno minimálně 160 děl.

## Bojiště

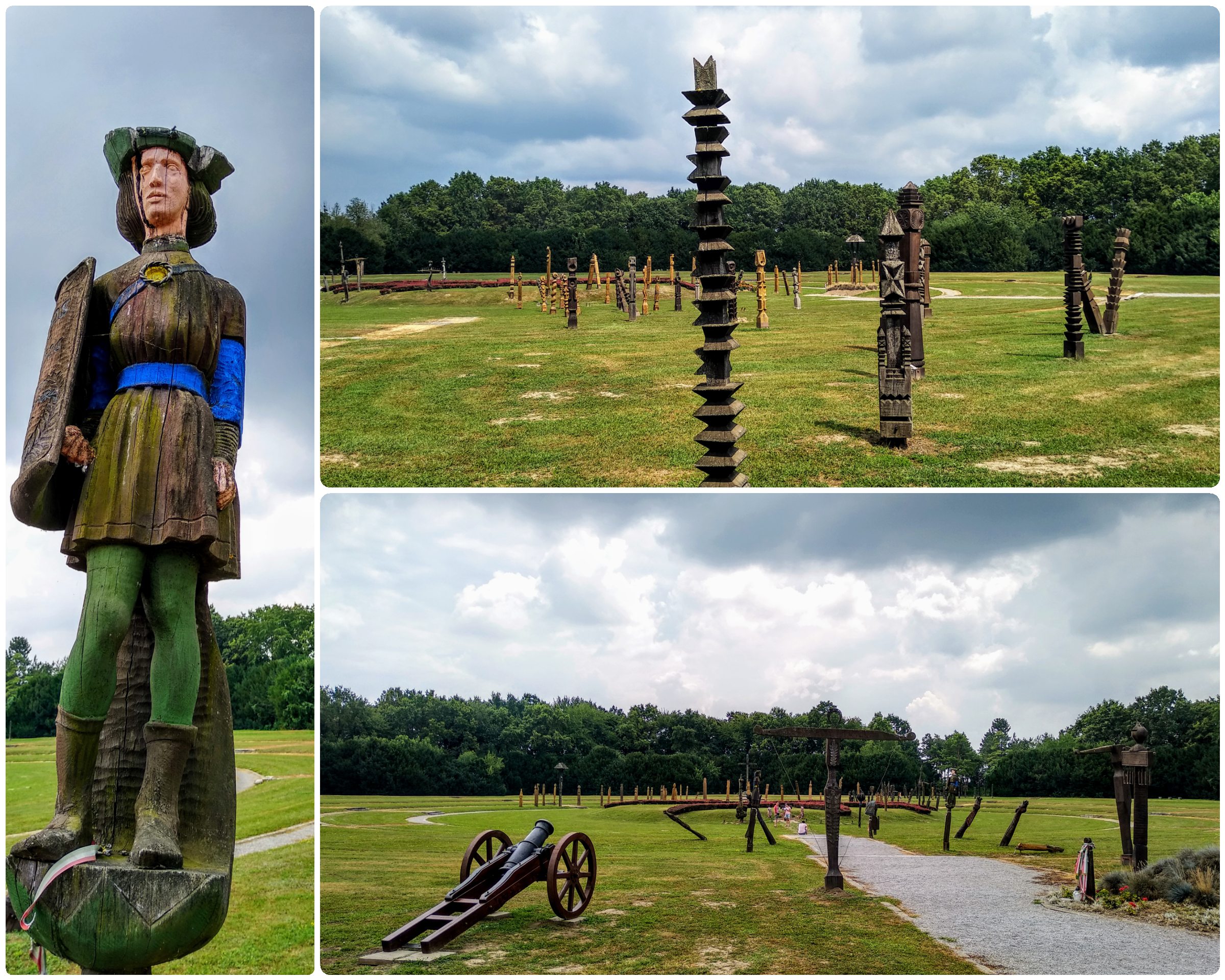
Památník bitvy u Moháče "Mohácsi Nemzeti Emlékhely"

V současnosti se pláň, na níž se odehrály události z 29. srpna 1526, na západní hranici táhne k osadě Nagynyárád u železniční tratě z Moháče do Pětikostelí, na východě se pak opírá o silnici E 73, která vede z Moháče do chorvatského Osijeku. V době střetnutí zde tuto oblast vymezovaly břehy Dunaje, jenž se „rozmáchlým meandrem zařezával hluboko k západu“. Břehy řeky lemoval souvislý pás bažin a močálů, porostlý hustou vegetací rákosu. Z jihozápadu se nad bojištěm vypínala terasa, která převyšovala terén o 30–40 metrů. Byla široká asi 6,5 km a k severovýchodu se prudce svažovala. Půda nasáklá deštěm z předchozích dní byla v těchto místech značně kluzká a velmi znesnadňovala příchozím osmanským jednotkám sestup. Zhruba uprostřed byla hrana terasy přerušena údolím, v jehož středu ležela již zaniklá osada Földvár. Povrch bojiště, který pokrývaly nepravidelně rozmístěné prohlubně a nízké hřebeny, tvořila sypká půda z nánosů hlíny, písku a kamení. Po vytrvalých srpnových deštích se většina přítoků Dunaje vylila z břehů a mnoho cest v širokém okolí se proměnilo v těžko překročitelné mokřiny.

## Příchod Osmanů

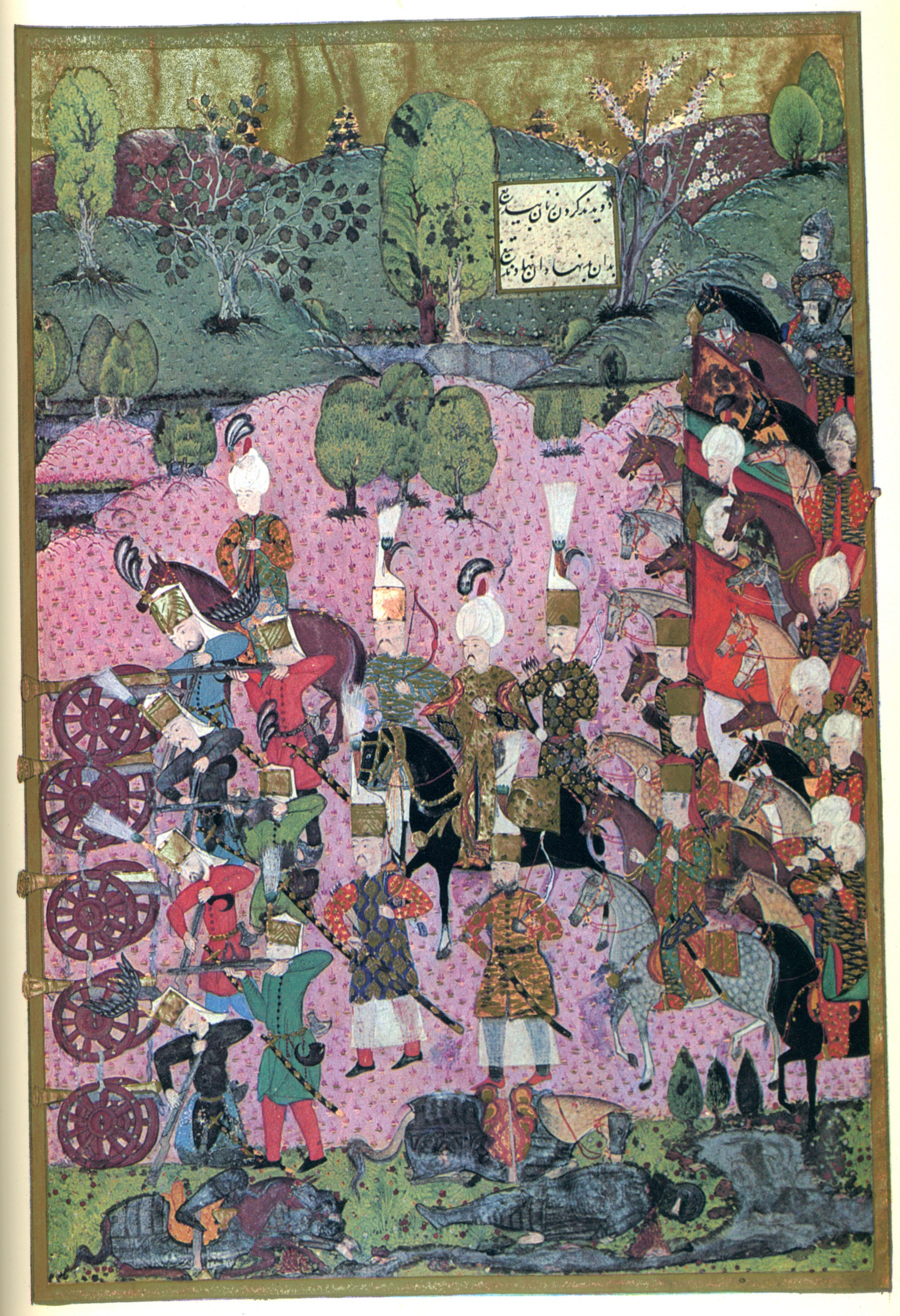
Sultán Süleyman v bitvě u Moháče (turecká miniatura)

Hlavní tábor turecké armády se ráno 29. srpna 1526 nacházel na severním břehu říčky Karašica, v místech dnešních osad Branjina a Branjin Vrch, ležících zhruba deset kilometrů od budoucího bojiště. Po předchozím celodenním odpočinku dostali vojáci rozkaz být připraveni vyrazit proti nepříteli již v pět hodin ráno. Na sever směrem k Moháči postupovali v bojové sestavě, jejich pochod byl ovšem značně namáhavý, neboť deště z předchozích dní rozmáčely všechny cesty a voda z blízkých řek a potoků se vylila z břehů. Do bláta se tak bořily nejen nohy vojáků a koní, ale také kola na lafetách zhruba tří set děl. Na nejvýraznější potíže však narazily jednotky na pravém křídle, kde byl dislokován třicetitisícový anatolský sbor pod velením anatolského beglerbega Behrama Paši, kterému cestu zablokovaly rozsáhlé úseky zaplavené rozvodněným Dunajem. Celé uskupení nakonec muselo počkat, než kolem něj projdou středové formace, pak odbočilo západním směrem a opět se snažilo dosáhnou určených pozic. Komplikace při přesunu se nevyhnuly ani předvoji tvořenému rumelskými jednotkami pod velením sultánova přítele velkovezíra Ibrahima Paši, který na výšinu nad Földvárem dorazil krátce před polednem. Hlavní síly Süleymanova vojska, janičáři a sipahiové, dosáhly stejné pozice asi s dvouhodinovým zpožděním a Anatolci až kolem třetí hodiny odpolední.
Vzhledem k tomu, že si sultán Süleyman nebyl jist úmysly protivníka, krátce po příjezdu na výšinu svolal své vezíry k válečné poradě. Z obavy, že by celá armáda mohla být obrácena na ústup přímým nájezdem těžkého jezdectva, bylo nakonec rozhodnuto, že rumelijské jednotky podpořené čtyřmi tisícovkami janičářů pomalu sejdou ze svahu a začnou s výstavbou ležení. Úkolem Ibrahima Paši bylo osobně prozkoumat planinu před vojskem křesťanů. Nakonec asi deset tisíc vojáků nepravidelného jezdectva rozdělených do dvou částí, kterým veleli smederevský beglerbeg Ghazi Bali (Bali Beg) a jeho spolurodák Ghazi Chosrev, obdrželo rozkaz v širokém oblouku objet pravé křídlo protivníkova postavení. Jejich úkolem bylo udeřit do pravého boku křesťanů ve chvíli, kdy budou ustupovat, atakovat jejich tábor a zabránit příchodu případných uherských posil ze západu.

## Manévry uherského vojska

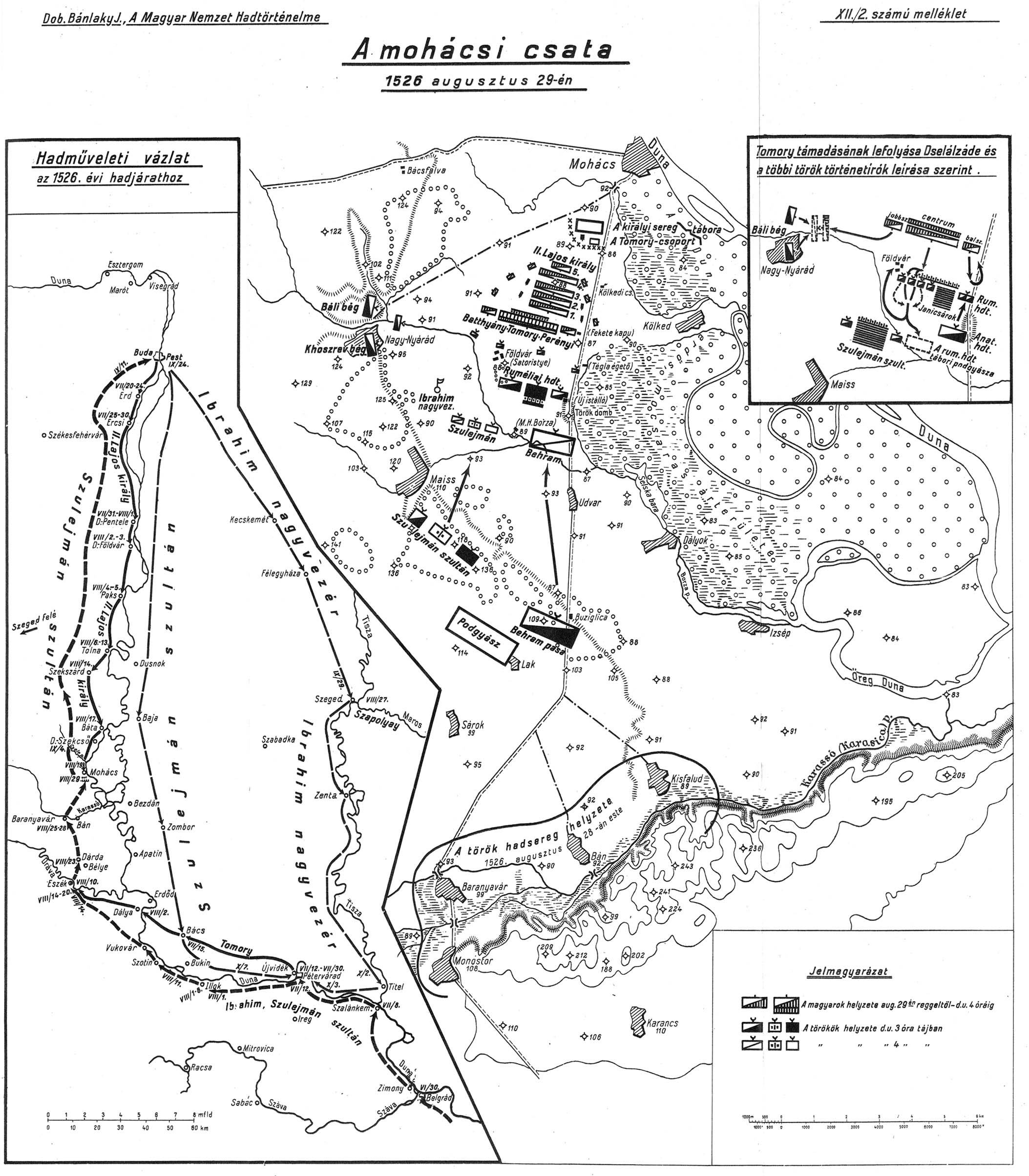
Mapa bojiště a bojových operací

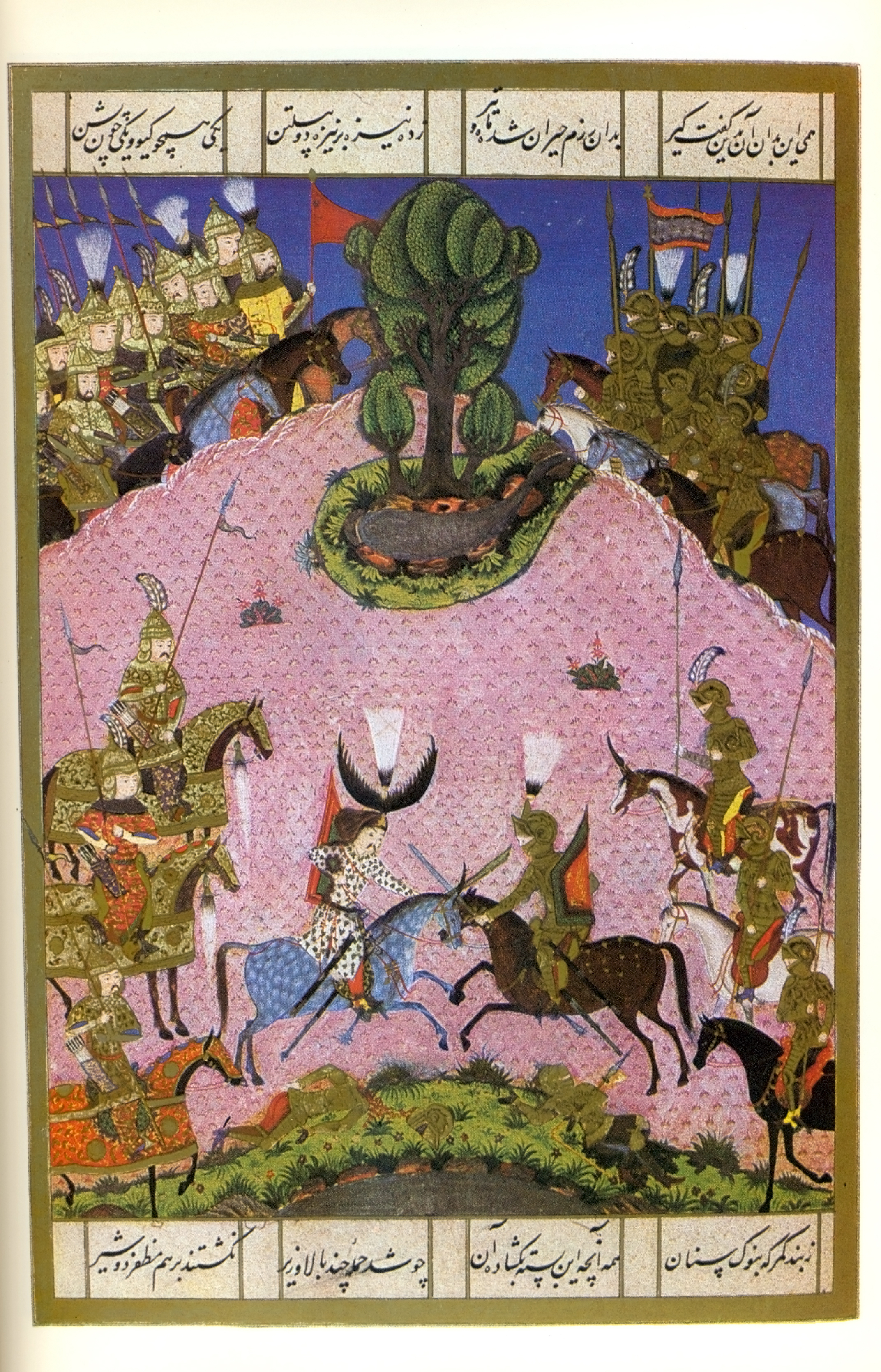
Duel před bitvou (turecká miniatura)

Vojsko Ludvíka Jagellonského se začalo řadit k bitvě již brzy po rozbřesku a ranní modlitbě. Krátce na to mladý král spolu s palatinem (uherským místokrálem) Štěpánem Báthorym provedl přehlídku vojáků, kteří mladému panovníkovi nadšeně složili slavnostní slib, že budou „odhodláni podstoupit krajní nebezpečí i smrt pro vlast, víru a své rodiny a svobodu“. Tento spontánní projev odhodlání vyjadřující mimořádnou obětavost a ochotu bojovat až do krajnosti zcela korespondoval s plánem, jenž vypracoval vrchní hejtman vojska Pál Tomori, který si dobře uvědomoval slabiny shromážděných sborů, nicméně zůstával věrný názoru, že povinností křesťana je bojovat proti pohanům bez ohledu na okolnosti. Vzhledem k výrazné početní převaze protivníka mu ani nezbylo než počítat s naprostým odhodláním svých mužů a vše nasvědčuje tomu, že připravený záměr ve značné míře spoléhal na šťastnou náhodu.
Před zahájením střetnutí bylo vojsko českého a uherského panovníka rozděleno do dvou sledů. Pravé křídlo první linie tvořila jízda pod velením chorvatského bána Františka Batthyányho a Jana Tahyho, hraběte z Tahváru a Tarkő. Ve středu formace bylo umístěno asi 10 000 příslušníků pěchoty; velením jezdectva, které tvořilo křídlo levé, byl pověřen správce temešské župy Petr Perényi ze Siklóse. Uskupení vojáků v druhém sledu se skládalo z velmi dobře vyzbrojené těžké jízdy, v jejíchž řadách se nacházel i sám král Ludvík se svým ozbrojeným doprovodem. Asi 80 nebo 85 děl křesťanského vojska pod velením Jana hraběte z Hardeggu bylo dislokováno před čelní řadou pěchoty. Celé toto uskupení se během dopoledne přesunulo zhruba šest kilometrů směrem na jih a zastavilo se teprve po překonání strmých břehů říčky Borzy, kde po uspořádání narušených řad vyčkalo příchodu nepřítele. Jelikož se vrchní velitelé obávali obchvatu, byla celá přední linie roztažena do délky čtyř kilometrů. Oba sledy, podle svědectví jednoho z účastníků bitvy, dělila vzdálenost, sotva co by kamenem dohodil.
Hlavní vojenské síly osmanského sultána se začaly na hřebenu nad Földvárem objevovat v prvních odpoledních hodinách. Ačkoliv se Tomori pokoušel volbou postavení získat nad protivníkem výhodu, v této chvíli se projevila slabina jeho pozice. Reálné předpoklady, že se řady útočících nepřátel pochodem přes těžký terén značně naruší, znevažovala skutečnost, že osmanské vojsko na výšině mělo o rozmístění křesťanských oddílů dokonalý přehled, zatímco uherskému velení se o dění za jižním zenitem nedostávalo žádných informací. Pokud jde o konkrétní podobu dispozic pro bitvu, záměrem kaločského arcibiskupa bylo vylákat osmanské předsunuté jednotky k neuváženému výpadu a posléze je rozdrtit jedním rozhodným úderem. Spoléhal se zejména na okolnost, že prchající vojáci způsobí paniku v celém protivníkově vojsku, avšak jednotky z Rumelie, které se na bojišti objevily jako první, se k útoku strhnout nedaly. Tomorimu proto nezbylo než vyčkat, dokud na planinu před ním nesestoupí uskupení právě tolika nepřátel, jež by jeho oddíly dokázaly spolehlivě rozprášit, než by Süleyman dokázal uplatnit početní převahu.
Vzhledem k tomu, že ani po poledni nezačali Osmané vyvíjet výraznější aktivitu, rozhodl se znuděný Ludvík Jagellonský, že se i s doprovodem vrátí zpět do tábora u Moháče. V tu chvíli se daleko na pravém křídle uherského vojska objevilo poměrně velké uskupení protivníkovy jízdy, které se zanedlouho ztratilo směrem na severozápad. Arcibiskup Tomori došel k závěru, že jde o další z klamných výpadů, jakých vojsko zažilo v předchozích dnech několik, vyslal proto 600 husarů a několik desítek lehkých jezdců, aby se záměr protivníkova taktického manévru pokusili odhalit. Velení nad oddílem bylo svěřeno Kašparu Ráskayovi, Valentinu Törökovi a Janu Kállayovi, šlechticům, kteří byli již dříve pověření přímou ochranou krále. Ačkoliv nebylo vyloučeno, že cílem turecké aktivity je právě uherské ležení, král se nevzdal svého původního záměru a zamířil k Moháči. Když se o jeho odjezdu dozvěděl Tomori, okamžitě spolu s Jiřím Zápolským vyrazil v jeho stopách. V tu chvíli začaly z výšiny nad Földvárem sestupovat formace osmanské jízdy a pěchoty. Velitelé křesťanského vojska se v první chvíli domnívali, že zanedlouho budou nuceni čelit hlavnímu úderu, protivník však namísto šikování k bitvě začal ihned po příchodu na planinu budovat opevněný tábor a rozmisťovat svá děla, která jejich obsluhy vzájemně pospojovaly řetězy.
Mezitím vrchní velitelé Tomori a Zápolský pokračovali v cestě za královskou družinou, kterou zastihli odpočívat na stanovišti zhruba dva kilometry od výšiny. Kaločský arcibiskup se neprodleně panovníka pokusil přemluvit o nutnosti přejít do ofenzivy, dokud ještě protivník neshromáždil všechny své vojáky u Földváru, avšak Ludvík zprvu váhal. Zanedlouho ovšem ke všem třem velitelům dorazila zpráva, že se Osmané k útoku nepřipravují a budují polní opevnění, což krále přesvědčilo, aby uznal Tomoriho argumenty a dal povel vyrazit. Arcibiskup proto neprodleně zamířil na své místo v čele vojska, kde seznal, že nejlepší chvíli k útoku patrně promarnil. Na nížině se již shromáždily značné protivníkovy síly a další Süleymanovi vojáci přicházeli. Přesto krátce před čtvrtou hodinou odpolední poprvé vystřelila uherská děla a vojáci začali po třikrát vzývat Kristovo jméno, jak poručil vykonat před zahájením útoku král.

## Bitva

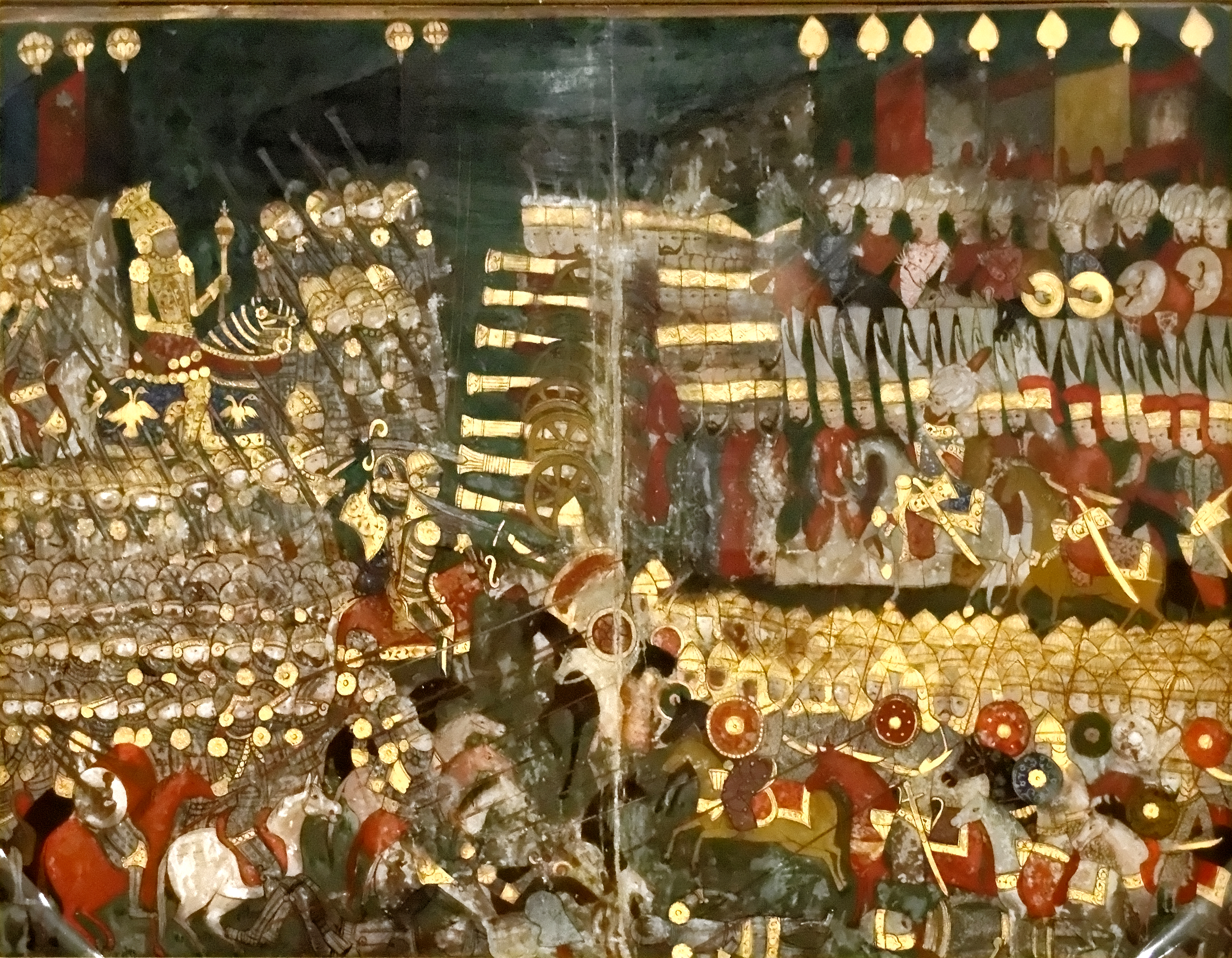
Bitva u Moháče na turecké miniatuře

Jako první sled Turků zaútočily asi hodinu po poledni nepravidelné rumelské jednotky. Uherské pravé křídlo útok odvrátilo a vydalo se do protiútoku. Rumelci se dali na útěk a zbytek osmanské armády ustoupil. Křesťané za nimi však vyrazili v porušené sestavě – jízda se vzdálila pěchotě. Na jejich pravé křídlo v tu chvíli zaútočila lehká islámská jízda a uherský protiútok byl zastaven jednotkami druhého sledu. Nyní bojovaly už i uherské jízdní zálohy a probíhal tvrdý nerozhodný boj, když vyrazil osmanský třetí sled složený ze Sulejmanovy osobní gardy – zkušených a kvalitních janičářů. V bitvě, která trvala už asi hodinu, tak nastal obrat. Uherské oddíly se začaly rozpadat a z nejvytíženějšího pravého křídla křesťanské armády začali utíkat první vojáci. Na bojiště navíc ještě dorazila skupina, která uherskou armádu obešla. Křesťanské vojsko bylo přemoženo, rozehnáno, zoufale a marně bojovaly už jen jeho zbytky. Král Ludvík při útěku utonul v bažinách, Pál Tomori a Jiří Zápolský padli také. 
Celé střetnutí trvalo sotva tři hodiny a skončilo jasným vítězstvím Turků, přestože ztráty byly na obou stranách skoro stejné, okolo 16 000 mužů. Ludvíkovi hodně uškodilo, že třetina jeho armády (zemská hotovost), v čele s Janem Zápolským (8000 Uhrů a 5000 Chorvatů), se zdržela u Segedína a nestihla se dostavit na bojiště včas. 

## Důsledky

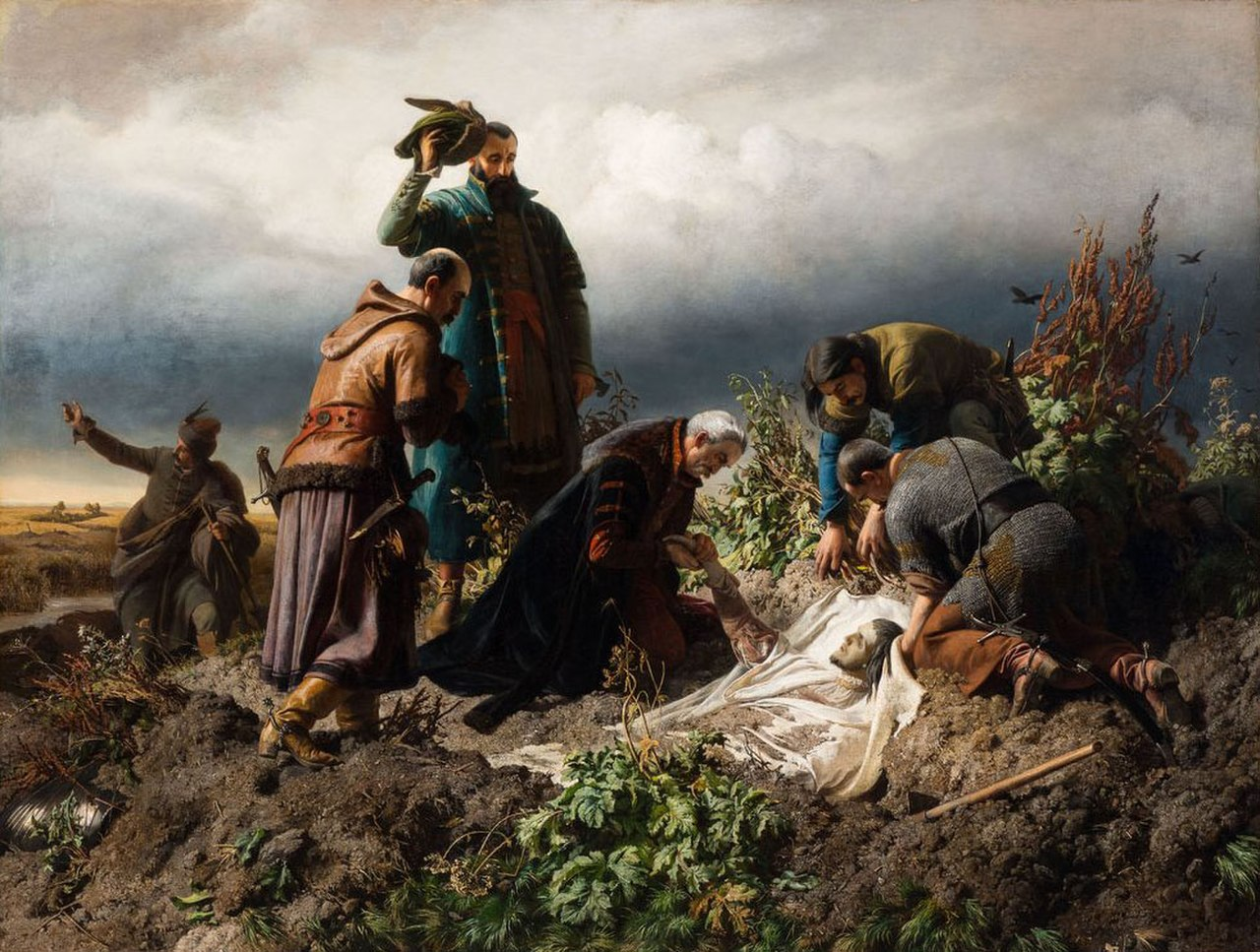
Objev mrtvého krále Ludvíka II.

Výsledkem bitvy nebyl jen počátek vlády Turků ve většině Uherska (rychle pak postoupili na sever až na území dnešního Slovenska), ale i vymření česko-uherské větve Jagellonců. Podle nástupnických dohod se uherským i českým králem po Ludvíkově smrti stal Ferdinand I. Habsburský, čímž se Habsburkové stali na několik století klíčovými hráči středoevropské politiky, a na čas (do vymření španělských Habsburků) vůbec nejmocnějším evropským rodem. Bitva u Moháče tak zahájila jejich vzestup v evropské politice 16. století.
Turci zanedlouho poté obsadili Budín, uherské hlavní město; od té doby je bitva u Moháče pro Maďary symbolem totální porážky. Na rozdíl od jiných velkých porážek maďarských dějin (bitva na Lechu, bitva na Slané, bitva u Világose) měla bitva u Moháče zničující a hluboké důsledky na několik staletí. Turecká okupace jádrové části Uher trvala 150 let a ještě o dalších 200 let déle trvalo, než Uhersko získalo v rámci rakousko-uherského vyrovnání opět suverenitu. Z určitého pohledu se však z následků bitvy zcela nevzpamatovalo nikdy – již se nikdy nestalo mocností na úrovni anjouovských Uher ve 14. století, a Maďaři, pod vládou Habsburků připravení o možnost plnohodnotného vývoje v době osvícenství a počátků nacionalismu, zůstali jen relativně malým evropským národem, který už nedokázal ovládnout celé své historické teritorium (Karpatskou kotlinu) proti souběžně se obrozujícím Slovanům a Rumunům. Symbolickým i praktickým stvrzením důsledků moháčské katastrofy tak byla Trianonská smlouva určující okleštěné hranice maďarského národního státu – dnešního Maďarska.

## „Druhá bitva u Moháče“
Jako druhá bitva u Moháče se někdy označuje bitva u Nagyharsánye, která proběhla 12. srpna 1687 s opačným výsledkem. Toto pojmenování je ovšem poplatné propagandistické snaze symbolicky se vyrovnat s první bitvou, neboť od Moháče bylo bitevní pole v tomto případě vzdáleno přes 40 km.